# Башкечид, Этимад
Этимад Башкечид (азерб. Etimad Başkeçid, род. 14 июля 1966, Ипнари, Дманисский район) — азербайджанский поэт, писатель, журналист, переводчик.

## Биография
Родился 14 июля 1966 года в селе Ипнари Дманисийского района Грузинской ССР. В 1973-1983 годах учился в Кировоградской средней школе. В 1988-1993 годах учился в Московском литературном институте имени Горького. В дальнейшем был заведующим отделом журналистики филологического факультета Бакинского Славянского университета (2007-2008) и кафедрой «Теория и практика перевода» (2011), научным сотрудником научно-исследовательской лаборатории по проблемам переводов (2004-2005), главным редактором студенческой газеты (2005-2007), преподавателем кафедры журналистики, ведущим научным сотрудником ETL фольклористики (2009-2010), старшим научным сотрудником ETL фольклористики и преподавателем кафедры теории и практики журналистики (2011-2012). В настоящее время является сотрудником азербайджанского Переводческого центра при Кабинете Министров.
С 2009 года является диссертантом Института фольклора НАНА. Работает над научной работой на тему «Фольклор тюрков в изгнании».
С 2004 года является членом Союза писателей Азербайджана, а также Молодежного совета Союза.